# 塔林卡列夫足球會
塔林卡列夫足球會是爱沙尼亚首都塔林的一个足球俱乐部。球队的主场为卡列夫中央體育場。
俱乐部最初成立于1909年，当时的名字为Meteor。1911年俱乐部加入爱沙尼亚卡列夫體育會，并改名为卡列夫。俱乐部是1921年爱沙尼亚足球锦标赛的创始成员。卡列夫在1923年、1930年和1955年赢得过三次锦标赛冠军。俱乐部在2002年重新组建，并自2018年起参加爱沙尼亚足球甲级联赛的赛事。

## 球队荣誉
- 爱沙尼亚联赛冠军（3次）
  - 1923, 1930, 1955